# Radiant (Astronomie)

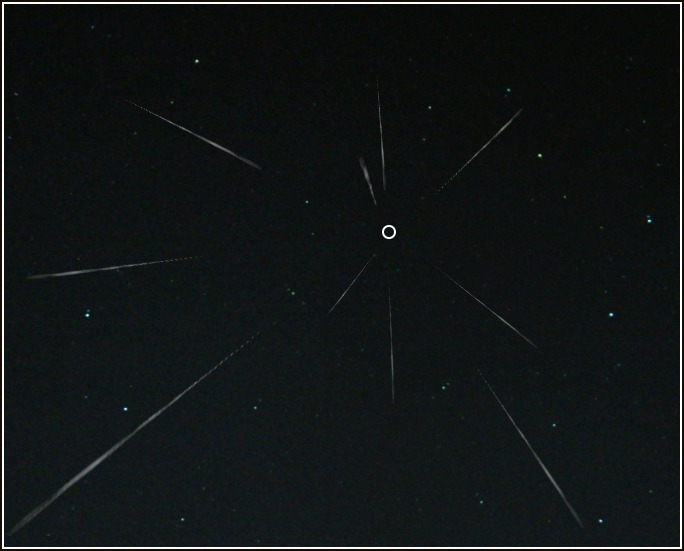
Schemazeichnung eines Meteorschauers mit O als Radianten.

Als Radiant bezeichnet man den Punkt am Nachthimmel, von dem aus Meteorschauer ihren Anfang zu nehmen scheinen.
Die Zeichnung zeigt schematisch die Verteilung von Meteor-Spuren am Nachthimmel. Verfolgt man die Leuchtspuren zurück, so schneiden sie sich im Punkt O, dem Radianten. Da sich der Schnittpunkt von Erdbahn und Meteorstrom innerhalb des Sonnensystems nur wenig verschiebt, liegt auch der Radiant fest. Das Sternbild, in dem er sich befindet, dient als Bezeichnung für den Meteorstrom. Beispielsweise liegt der Radiant für die Perseïden im Sternbild Perseus.
Meteore in Meteorströmen fliegen parallel zueinander, wenn sie mit der Erdatmosphäre zusammentreffen. Die Netzhaut des Auges ist winzig gegenüber dem Himmel, weshalb sie die Leucht-Erscheinungen in einer Zentralprojektion sieht. Die parallelen Flugbahnen werden als stürzende Linien wahrgenommen, genauso, wie auch die parallelen Sonnenstrahlen für das Auge die Sonne radial zu umgeben scheinen.
Mit zunehmendem Abstand vom Radianten nimmt die mittlere Länge der Leuchtspuren zu. Denn dies sind die Bahnen, die der Beobachter von der Seite sieht, während sich die Bahnen nahe dem Radianten direkt auf ihn zubewegen.